# Blue Diamond
Blue Diamond – jednostka osadnicza w Stanach Zjednoczonych, w stanie Nevada, w hrabstwie Clark.